# 神馬搜索
神馬搜索是2013年由阿里巴巴集团和UC优视聯合推出的中文移动网络搜索引擎。2014年，阿里巴巴收购了UC优视。根据中国互联网观察的数据，2017年4月，神马搜索占据了中国搜索引擎市场8.8%的份额，成为仅次于百度的第二大搜索引擎。UC浏览器自帶神馬搜索，該瀏覽器在中国浏览器市场占有約20%的份额，在中国手机浏览器市场占有率超过30%。